# Ange Martial Tia
Ange Martial Tia, né le 20 novembre 2006, est un footballeur malien qui évolue au poste de milieu de terrain au Stade de Reims.

## Biographie

### Carrière en club
Tia est formé au sein du club malien d'Afrique Football Élite, avant d'attirer l'attention de clubs du monde entier après ses performances à la Coupe du monde des moins de 17 ans 2023. Il rejoint finalement le Stade de Reims début 2025, d'abord destiné à jouer avec l'équipe réserve,.
Il fait ses débuts professionnels en Ligue 1 le 9 mars 2025, lors d'une défaite deux à zéro face à Auxerre. Le 24 mai suivant, il rentre en jeu à la mi-temps de la finale de la coupe de France 2025, perdue trois à zéro face au Paris Saint-Germain.

### En sélections nationales
Ange Tia a représenté le Mali avec l'équipe des moins de 17 ans, d'abord à l'occasion de la Coupe d'Afrique des Nations 2023, puis de la Coupe du monde six mois plus tard où le Mali terminera troisième.

## Palmarès

### En club
Stade de Reims
- Coupe de France :
  - Finaliste en 2025.

### En sélections nationales
Mali -17 ans
- Troisième place à la Coupe du monde des moins de 17 ans en 2023[8].